# Glenn Greenwald
Glenn Edward Greenwald (n. 6 martie 1967, New York City, New York, SUA) este un avocat, jurnalist și scriitor american. Este cel mai cunoscut pentru o serie de rapoarte publicate în iunie 2013 de ziarul The Guardian care detaliază programele de supraveghere globală ale Statelor Unite și ale Regatului Unit Britanice și se bazează pe documente clasificate dezvăluite de Edward Snowden.